# Mokatako
Mokatako is een dorp in het district Southern in Botswana. De plaats telt 1018 inwoners (2011).